# Givin' the Dog a Bone
Givin' the Dog a Bone, е песен от Ей Си/Ди Си (AC/DC), включена в албума от 1980 Back in Black

## Състав
- Брайън Джонсън – вокали
- Ангъс Йънг – соло китара
- Малколм Йънг – ритъм китара, беквокали
- Клиф Уилямс – бас китара, беквокали
- Фил Ръд – барабани

- Продуцент – Джон „Мът“ Ланг (John Mutt Lange)